# Кладония грациозновидная
Кладония грациозновидная (лат. Cladonia graciliformis)  — вид лишайников рода Кладония (Cladonia) семейства Кладониевые (Cladoniaceae).

## Описание
Кустистый лишайник. Таллом горизонтальный, состоящий из пальчато-рассечённых чешуй длиной до 8 мм, сверху серых, снизу  — оранжевых. Подеции тонкие, стройные, иногда искривленные, до 7 см высотой и до 1,5 мм диаметром, на концах разделены на 2—3 веточки, зеленовато-жёлтого цвета, имеют небольшие филлокладии в нижней части. Сцифы узкие, покрытые бугорчатым коркоподобным слоем. Апотеции красного цвета, располагаются на концах веточек. Размножается спорами и фрагментами таллома.

## Места обитания и распределение
Обитает в кальдерах вулканов, вблизи фумарол и термальных источников.
В России встречается на Курильских островах (о-ва Парамушир, Итуруп, Кунашир) и в Камчатском крае (Долина гейзеров, кальдера вулкана Узон). За рубежом обитает в зарубежной Азии и Северной Америке.

## Охранный статус
Уязвимый вид. Занесена в Красную книгу Российской Федерации и Красную книгу Сахалинской области. Лимитирующими факторами являются вытаптывание и специфические места обитания.